# AD Plastik
AD Plastik, hrvatski proizvođač plastičnih dijelova za automobilsku industriju. Društvo je nastalo 1992. godine izdvajanjem iz bivše Jugoplastike. Godine 1996. oblikovalo se kao dioničko društvo, pod današnjim imenom. Privatizirano je 2001. godine. Djelatnici AD Plastika danas su vlasnici skoro jedne petinе dionica svoje kompanije.

## Vanjske poveznice
- AD Plastik d. d. Hrvatska tehnička enciklopedija, portal hrvatske tehničke baštine. LZMK